# Pomaderris cinerea
Pomaderris cinerea är en brakvedsväxtart som beskrevs av George Bentham. Pomaderris cinerea ingår i släktet Pomaderris och familjen brakvedsväxter. Inga underarter finns listade i Catalogue of Life.